# 23. marec
23. marec je 82. dan leta (83. v prestopnih letih) v gregorijanskem koledarju. Ostaja še 283 dni.

## Dogodki
- 1849 – piemontska in avstrijska vojska se spopadeta pri Novari
- 1881 – med Združenim kraljestvom in državo Transvaal je podpisana mirovna pogodba, ki dokončno konča prvo bursko vojno
- 1918 – nemška ofenziva se usmeri proti Amiensu in Parizu
- 1919 – Benito Mussolini ustanovi fašistično gibanje
- 1933 – Hitlerjeva vlada dobi diktatorska pooblastila
- 1939 – Tretji rajh zasede Memel (Klajpedo)
- 1945 – anglo-ameriške enote prodrejo čez Ren med Reesom in Weselom

## Rojstva
- 1015 – Anawrahta Minsaw, burmanski kralj († 1078)
- 1500 – Pietro Andrea Gregorio Mattioli, italijanski zdravnik, botanik († 1577)
- 1638 – Frederik Ruysch, nizozemski zdravnik, anatom († 1731)
- 1699 – John Bartram, ameriški naravoslovec, botanik († 1777)
- 1749 – Pierre-Simon Laplace, francoski matematik, fizik, astronom († 1827)
- 1754 – baron Jurij Bartolomej Vega, slovenski matematik, fizik, častnik († 1802)
- 1769 – William Smith, angleški geolog († 1839)
- 1829 – Norman Robert Pogson, angleški astronom († 1891)
- 1834 – Julius Reubke, nemški skladatelj, pianist († 1858)
- 1876 – Mehmed Ziya Gökalp, turški nacionalist in sociolog († 1924)
- 1878 – Franz Schreker, avstrijski skladatelj in dirigent († 1934)
- 1880 – France Kidrič, slovenski književni zgodovinar († 1950)
- 1882 – Emmy Noether, nemška matematičarka († 1935)
- 1898 – Louis Adamič, slovensko-ameriški pisatelj, prevajalec († 1951)
- 1900 – Erich Fromm, nemško-ameriški psiholog, filozof († 1980)
- 1902 – Norman Mclean, ameriški pisatelj († 1990)
- 1904 – Lucille Fay LeSueur - Joan Crawford, ameriška filmska igralka († 1977)
- 1907 – Anton Ocvirk, slovenski zgodovinar († 1980)
- 1910 – Akira Kurosava, japonski filmski režiser († 1998)
- 1912 – Wernher von Braun, nemško-ameriški fizik, raketni inženir († 1977)
- 1915 – Vasilij Grigorjevič Zajcev, ruski poročnik, ostrostrelec († 1991)
- 1931 – Viktor Lvovich Korchnoi, sovjetsko-švicarski velemojster v šahu
- 1933 – Philip Zimbardo, ameriški psiholog
- 1942 – 
  - Walter Rodney, gvajanski zgodovinar, politik († 1980)
  - Michael Haneke, avstrijski režiser, scenarist, akademik
- 1955 – Moses Eugene Malone, ameriški košarkar
- 1956 – José Manuel Durão Barroso, portugalski politik, predsednik Evropske komisije
- 1976 – Ricardo Zonta, brazilski avtomobilistični dirkač
- 1978 – Nicholle Tom, ameriška filmska in televizijska igralka
- 1986 – Andrea Dovizioso, italijanski motociklistični dirkač
- 1990 – Jaime Alguersuari, španski avtomobilistični dirkač
- 1990 – Robert Johansson, norveški smučarski skakalec
- 1992 – Kyrie Irving, ameriški košarkar

## Smrti
- 1103 – Odo I., burgundski vojvoda, križar (* 1058)
- 1190 – Saigjo Hoši, japonski pesnik (* 1118)
- 1326 – Alessandra Giliani, italijanska anatomka (* 1307)
- 1351 – Čungdžeong, korejski kralj (* 1338)
- 1361 – Henrik Grosmont, angleški plemič, 1. vojvoda Lancaster, 4. grof Leicester (* 1306)
- 1369 – Peter Kruti, kastiljski kralj (* 1334)
- 1391 – Tvrtko I. Kotromanić, bosanski kralj (* 1338)
- 1415 – Giorgio Adorno, 17. genovski dož (* 1350)
- 1450 –  Helena (Jelena) Dragaš, bizantinska cesarica  (* okoli 1372)
- 1606 – Justus Lipsius, belgijski (flamski) humanist, filolog in filozof (* 1547)
- 1613 – Jerónimo de Ayanz y Beaumont, španski izumitelj (* 1553)
- 1842 – Marie-Henri Beyle - Stendhal, francoski pisatelj (* 1783)
- 1941 – Constance Mayfield Rourke, ameriška zgodovinarka (* 1885)
- 1945 – William Napier Shaw, angleški meteorolog (* 1854)
- 1972 – Cristóbal Balenciaga, španski modni kreator (* 1895)
- 1976 – Ivo Lah, slovenski matematik (* 1896)
- 1980 – Jacob »Killer« Miller, jamajški pevec reggaeja, glasbenik (* 1952)
- 1981 – Mike Hailwood, britanski avtomobilski in motociklistični dirkač (* 1940)
- 1992 – Friedrich August von Hayek, avstrijsko-britanski ekonomist (* 1899)
- 2011 – Elizabeth Taylor, ameriška filmska igralka  (* 1932)
- 2015 – Lee Kuan Yew, prvi premije Singapurja (* 1923)
- 2020 – Marjan Jerman, slovenski novinar (* 1953)

## Prazniki in obredi
- svetovni dan meteorologije
- Slovenska vojska: dan artilerije